# Malyniwka (Tschuhujiw)
Malyniwka (ukrainisch Малинівка; russisch Малиновка Malinowka) ist eine Siedlung städtischen Typs im Zentrum der ukrainischen Oblast Charkiw mit etwa 7500 Einwohnern (2020).

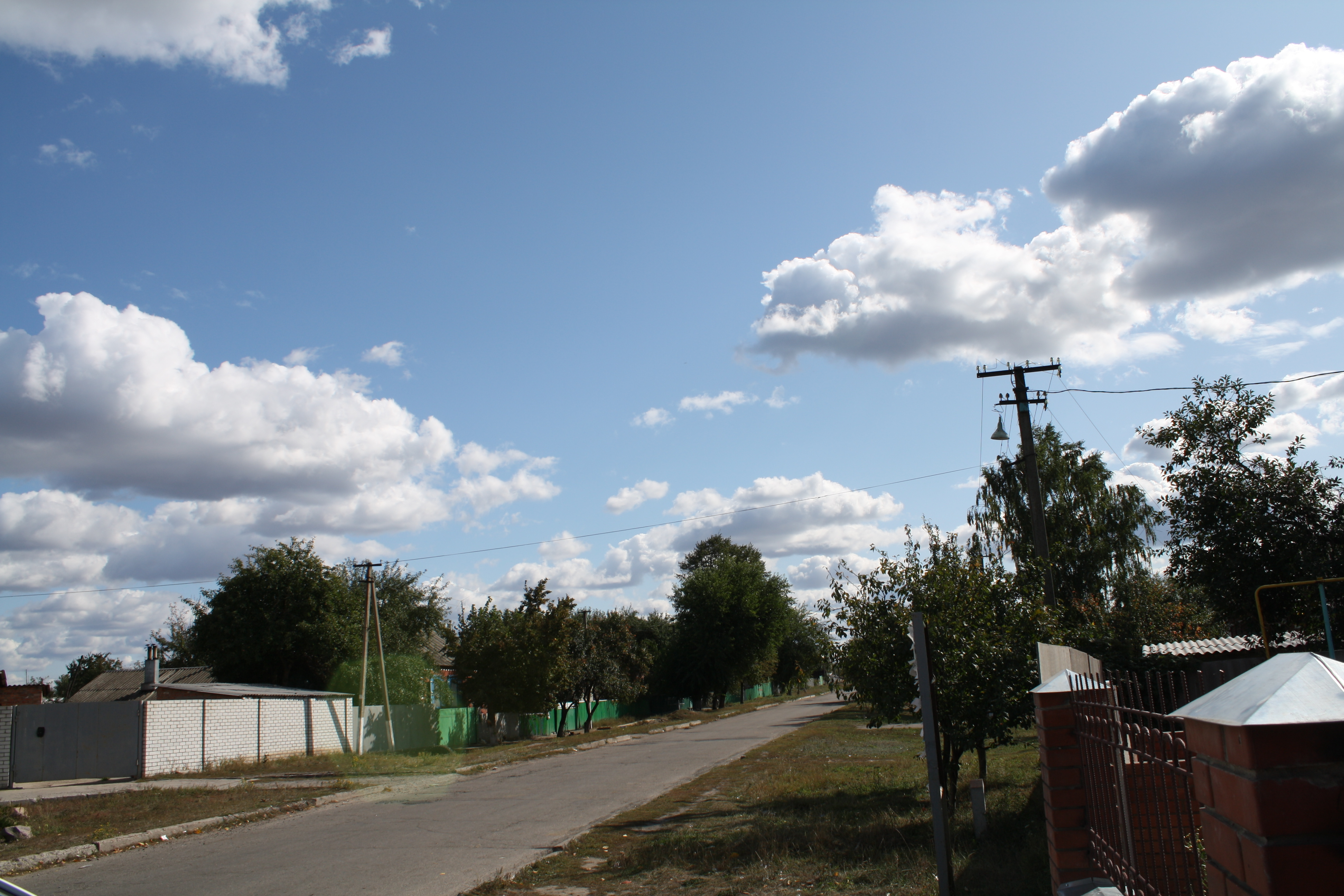
Straße im Ort

Malyniwka wurde 1652 gegründet und erhielt 1938 den Status einer Siedlung städtischen Typs und besitzt eine Bahnstation an der Bahnstrecke Charkiw–Kupjansk.

## Geographie
Malyniwka liegt im Rajon Tschuhujiw an der Borysiwka (Борисівка) in 1,5 km Entfernung vom linken Ufer des Sewerski Donez etwa 45 km südöstlich vom Oblastzentrum Charkiw sowie 7 km südöstlich vom Rajonzentrum Tschuhujiw. Am Ort entlang verläuft die Fernstraße M 03 und die Regionalstraße P–07.

## Verwaltungsgliederung
Am 24. Juli 2017 wurde die Siedlung zum Zentrum der neugegründeten Siedlungsgemeinde Malyniwka (Малинівська селищна громада/Malyniwska selyschtschna hromada). Zu dieser zählte auch das Dorf Stara Hnylyzja, bis dahin bildete sie die gleichnamige Siedlungsratsgemeinde Malyniwka (Малинівська селищна рада/Malyniwska selyschtschna rada) im Zentrum des Rajons Tschuhujiw.
Am 12. Juni 2020 kam noch das Dorf Mospanowe zum Gemeindegebiet.
Folgende Orte sind neben dem Hauptort Malyniwka Teil der Gemeinde:
| Name                     | Name          | Name                             |
| ukrainisch transkribiert | ukrainisch    | russisch                         |
| ------------------------ | ------------- | -------------------------------- |
| Mospanowe                | Мосьпанове    | Мосьпаново (Mospanowo)           |
| Stara Hnylyzja           | Стара Гнилиця | Старая Гнилица (Staraja Gniliza) |

## Persönlichkeiten
- Walentina Pugatschjowa (1935–2008), Schauspielerin und Synchronsprecherin, in Malyniwka geboren